# Labatut (Ariège)
Labatut é uma comuna francesa na região administrativa de Occitânia, no departamento de Ariège.